# Chico Hamilton
Chico Hamilton (Los Angeles, 1921. szeptember 20. vagy 1921. szeptember 21. – New York, 2013. november 25.) amerikai dzsesszdobos, zenekarvezető.

## Pályafutása
„Chico” Hamilton Los Angelesben született. Három testvére közül az egyik, Bernie Hamilton színész lett.
Hamilton már a középiskola befejezése előtt elkezdte a zenészpályát Charles Mingus, Illinois Jacquet, Ernie Royal, Dexter Gordon, Buddy Collette és Jack Kelso mellett dobolva. Lionel Hampton, Slim & Slam, T-Bone Walker, Lester Young, Count Basie, Duke Ellington, Charlie Barnet, Billy Eckstine, Nat King Cole, Sammy Davis Jr., Billie Holiday, Gerry Mulligan és Lena Horne partnersége ugyancsak hozzájárult karrierjéhez.
Hamilton feltűnt a You'll Never Get Rich (1941) című filmben a Fred Astaire melletti együttes tagjaként. Játszott Bing Crosby-val a Bob Hope Road to Bali (1952) film zenéje létrehozásában is.
Hamilton 1952-ben, Gerry Mulligan és Chet Baker társaságában megalakította a Mulligan-Baker Quartetet, amely mérce lett a dzsessz fejlődésében, és országos hírnevet szerzett Hamiltonnak. Az 1956-os Newport-i fesztiválon feltűnést keltett csellóval, de zongora nélkül felálló együttessel. A kvartett sikere oda vezetett, hogy Hamilton ajánlatot kapott a nevével kiadott lemezfelvételre. Aztán a korábban nem létező gitár-basszus-dob kombinációval ismét közönségsikert aratott.
Az 1956-os Newport Jazz Fesztiválon különböző felállásokban szerepelt fafúvósokkal, csellósokkal, gitárosok.
Hamilton 1961-ben − új zenei irányvonallal − megújította együttesét: Charles Lloyd, Szabó Gábor, George Bohanon és Albert Stinson szálltak ekkor be.
1973-ban felléptek a Montreux-i Jazz Fesztiválon is.
Reklámok és filmzenék szerzőjeként is dolgozott. Az 1950-es években filmzenét írt az amerikai Gerald McBoing Boing sorozathoz. Az 1960-as évek közepén ő komponálta a zenét Roman Polański egyik filmjéhez, később pedig más filmzenéket is komponált.

## Albumok
- 1955: Chico Hamilton Quintet featuring Buddy Collette
- 1955: The Original Chico Hamilton Quintet
- 1955: Live at the Strollers (Fresh Sound) released 2008
- 1956: Chico Hamilton Quintet in Hi Fi
- 1953-56: Chico Hamilton Trio
- 1957: Chico Hamilton Quintet
- 1957: Sweet Smell of Success (Film soundtrack)
- 1957: Delightfully Modern with the Laurindo Almeida Quartet
- 1958: South Pacific in Hi-Fi
- 1958: Chico Hamilton Trio Introducing Freddie Gambrell
- 1958: The Original Ellington Suite with Eric Dolphy (released 2000)
- 1958: The Chico Hamilton Quintet with Strings Attached
- 1958: Gongs East!
- 1959: Ellington Suite
- 1959: The Three Faces of Chico
- 1959: That Hamilton Man
- 1960: Bye Bye Birdie-Irma La Douce
- 1960 The Chico Hamilton Special
- 1962: Drumfusion
- 1962: Passin' Thru
- 1963: A Different Journey
- 1963: Man from Two Worlds
- 1965: Chic Chic Chico
- 1966: El Chico
- 1966: The Further Adventures of El Chico
- 1966: The Dealer
- 1968: The Gamut
- 1969: The Head Hunters
- 1970: El Exigente: The Demanding One
- 1973: The Master
- 1974: Montreux Festival (live album shared with Albert King and Little Milton)
- 1975: Peregrinations
- 1976: Chico Hamilton and the Players
- 1977: Catwalk
- 1979: Reaching for the Top
- 1980: Nomad
- 1988: Euphoria
- 1990: Transfusion
- 1991: Reunion
- 1992: Arroyo
- 1993: Trio!
- 1993: Dreams Come True (released 2008)
- 1994: My Panamanian Friend
- 1994: Dancing to a Different Drummer
- 1998: Complete Pacific Jazz Recordings of the Chico Hamilton Quintet
- 1999: Timely
- 2001: Foreststorn
- 2002: Thoughts Of...
- 2006: Juniflip
- 2006: Believe
- 2006: 6th Avenue Romp
- 2006: Heritage
- 2007: Hamiltonia
- 2007: Mysterious Maiden (180 gram vinyl LP)
- 2008: It's About Time EP
- 2008: Alternative Dimensions of El Chico
- 2008: Trio! Live @ Artpark
- 2009: The Alternative Dimensions of El Chico (12" double vinyl)
- 2009: Twelve Tones of Love
- 2011: Revelation (10" vinyl EP)
- 2011: Euphoric (EP)
- 2011: Revelation
- 2013: The Inquiring Mind

## Filmek
- Chico Hamilton az IMDb-n

## Díjak
- 2004: NEA Jazz Masters